# Рот, Хелла
Хелла Рот (в замужестве — Гроссман) (нем. Hella Roth (Großmann), род. 21 сентября 1963, Штутгарт) — немецкая хоккеистка (хоккей на траве), полевой игрок. Серебряный призёр летних Олимпийских игр 1984 года, серебряный призёр чемпионата мира 1986 года, бронзовый призёр чемпионата Европы 1984 года.

## Биография
Хелла Рот родилась 21 сентября 1963 года в западногерманском городе Штутгарт.
Играла в хоккей на траве за «Штутгартер Киккерс», в 1983 году перешла в «Блау-Вайс» из Кёльна. В его составе в 1985 году стала чемпионкой ФРГ по индорхоккею, в 1986—1987 годах — по хоккею на траве.
В 1984 году завоевала бронзовую медаль чемпионата Европы в Лилле и золотую медаль чемпионата Европы по индорхоккею в Лондоне.
В том же году вошла в состав женской сборной ФРГ по хоккею на траве на летних Олимпийских играх в Лос-Анджелесе и завоевала серебряную медаль. Играла в поле, провела 5 матчей, мячей не забивала.
В 1986 году завоевала серебряную медаль на чемпионате мира в Амстелвене.
В 1982—1987 годах провела за сборную ФРГ 83 матча (78 на открытых полях, 5 в помещении).
Впоследствии возглавляла службу подбора кадров на выставках, работала проектным ассистентом в консультационной компании в Кёльне.